# 평양기계대학
평양기계대학(平壤機械大學)은 평양직할시 대동강구역에 위치한 조선민주주의인민공화국의 대학이다. 기계, 경제 분야 기술자 양성 고등교육기관을 목표로 1959년 9월 1일에 발족되었다.
기계생산공학부, 기계공학부, 기계재료공학부, 자동화공학부, 건설기계학부, 자동차공학부를 포함한 학부와 기계공학연구소, 과학연구소가 있으며 박사원이 설치되어 있다. '국가주석표창장’을 3차례 수훈하였다.